# Бурано
Бура̀но (на италиански: Burano; на венециански: Buràn) е квартал във Венеция, Италия, разположен върху 4 свързани островчета (често считани за общ остров) във Венецианската лагуна. Има население от 2724 жители по официални данни от 28 януари 2014 г.
Прочут е с къщите си, боядисани в ярки цветове, и с местната занаятчийска изработка на буранска дантела. До 2005 година квартал Бурано е централната част на едноименна община, включваща също Торчело, Мацорбето, Мацорбо и други по-малки островчета.

## География
Бурано е разположен в северната част на Венецианската лагуна, на североизток от остров Мурано, с който е свързан чрез морския маршрут Бизато – Карбонера – Сан Джакомо. Наоколо се простират блатни образувания: на югозапад е разположено блатото на Санта Катерина, а на югоизток – Буранското блато.
Лежи върху 4 островчета, разделени помежду си от 3 вътрешни канала (бившият 4-ти канал – рио „Балдасаре Галупи“ – в миналото е покрит и днес е подземен): рио „Понтинело“, рио „Джудека“ и рио „Теранова“. Подобно на Венеция островът е разделен на 5 сестиери (квартала), отделени чрез гореспоменатите 3 канала и въз основата на които се базира адресната система.
Деление
| Сестиери             | Площ (в хектари) | Население | Гъстота (жители/km²) |  | Карта |
| Сан Мауро            | 6,8              | 806       | 12.029               |  |       |
| Джудека              | 2,5              | 257       | 10.200               |  |       |
| Сан Мартино Синистра | 4,4              | 580       | 13.318               |  |       |
| Сан Мартино Дестра   | 5,1              | 750       | 14.882               |  |       |
| Теранова             | 2,3              | 343       | 15.609               |  |       |
| Бурано               | 21,1             | 2.736     | 13.176               |  |       |

Население
Преброени граждани; в зелено е населението, живущо след промяната в общинските граници.

## История
Счита се, че Бурано е наречен на земевладелец на име Бурий (Bu(r)rius) или Борий (Borius). Предполага се, че в стари времена е бил разположен на по-широка територия от сегашната и е имал руинен вид.
Преданието гласи, че аналогично на Мурано и Торчело е имало предполагаема порта в Алтино, която се е наричала Бореана (Boreana) заради това, че е била обърната на север (от името на вятъра бора).
Легендата гласи, че Бурано, подобно на околните острови, е основан, когато жителите на римския град Алтино избягали от варварските нашествия на хуните на Атила и на лангобардите.
Първите писмени свидетелства датират от 840 година в Pactum Lotharii, където е споменато името Burani на латински език в родителен падеж.
Първите домове са били наколни жилища, чиито стени били направени от тръстика и кал, и едва след 1000 година започнали да се строят къщи от тухли. Островът се е радвал на мек, умерен и здравословен климат и на въздушно течение, което отдалечавало маларията.
С течение на вековете някои бурански семейства се преместват в Анкона в търсене на работа, където създават малкото общество на буранците. Влиянието им се усеща и днес в местния анконитански диалект.
До 1923 година островчето се управлява самостоятелно, когато е присъединено към Венеция заедно с Мурано и Пелестрина. Понастоящем територията на Бурано е разширена до Кавалино-Трепорти и островите Мацорбо, Торчело, Санта Кристина, Казон Монтирон, Ла Кура и Сан Франческо дел Дезерто.

## Забележителности
В сърцето на живописната местност е разположен площад „Балдасаре Галупи“ – единственият на острова – носещ името на прочутия композитор от XVIII век Балдасаре Галупи.
Към площада гледа църквата „Сан Мартино“ – единствената църква, издигната на острова. Прочута е с камбанарията си, която се отличава със силен наклон, дължащ се на частичното свличане на основите, положени върху пилони, забити във водата. В нея се съхранява ценната творба „Разпятието“ (1725 – 1727) на Тиеполо.
Бурано се слави със занаятчийската изработка на дантели, както и с присъщите за острова шарени къщи, като все още не е ясно как се е зародила тази традиция. Предполага се, че всеки цвят е отговарял на определено семейство, като се има предвид, че в наши дни на острова има няколко широко разпространени фамилии. Поради тази причина в Бурано, както и на други места във Венето, се използват т.нар. detti – прякори, добавяни към фамилното име с цел да се различат клоните на дадено родословно дърво от друго.
Според друго предложение, може би по-основателно, ярките цветове са служили на лодкарите в миналото, за да могат да разпознаят и намерят дома си, щом попаднат в типичната за островчето гъста мъгла. Важно е да се отбележи, че през целия период на управление при Кралство Италия всеки, който е искал да промени цвета на дома си, е трябвало да поиска разрешение от началника на местната полиция.

## Култура
Дантели

Легендата гласи, че традиционната за острова занаятчийска изработка на дантели се зародила благодарение на рибар. Устоял на песните на сирените в името на любимата си, която го очаквала в Бурано, получил от кралицата на вълните воал от морска пяна, който да положи на главата на годеницата си. Приятелките на възлюбената ѝ завидели и, пленени от красотата на воала, се опитали да го пресъздадат, поставяйки началото на вековна традиция. Там е открито първото училище за изработка на дантели, което се намира около площад „Балдасаре Галупи“. Въпреки преданието по исторически данни занаятът води началото си от XVI век.
Кухня
Типичен сладкиш за Бурано са местните бусола̀ (bussolà) – бисквити във формата на кравай, съставени от жълтъци, брашно и масло. Със същата смес се приготвят бисквитките ѐсе/ѐси (esse в ед.ч., essi в мн.ч.), чието име произхожда от произношението на италиански на буквата S.

## Транспорт
Бурано е свързан с Венеция чрез редовна морска линия (през Мурано). В северната част на острова се намира малък док, от който може да се хване туристическо параходче, познато още като вапорѐто (vaporetto), водещо до Торчело (на север) и Трепорти (на юг). Право на запад се намира остров Мацорбо, с който е свързан чрез мост.

## Личности
- Балдасаре Галупи (1706 – 1785), композитор и органист, роден там, на когото е наречен площадът, има и негов паметник
- Алфредо Ди Коко (1885 – 1917), герой от Първата световна война (удостоен със златен медал за военна храброст), родом от Абруцо, но оженен за Инес Вио, живяла на острова
- Умберто Моджоли (1886 – 1919), художник
- Ремиджо Барбаро (1911 – 2005), скулптор
- Дина Белоти (1912 – 2003), художничка
- Пино Донаджо (1941), композитор
- Мики Дей Роси (1949), музикант от групата „Ле Орме“
- Маурицио Мемо (1950), бивш футболист и треньор по футбол
- Андреа Сено (1966), бивш футболист
- Стефано Полезел (1974), бивш футболист

## Галерия
- Изглед от Торчело